# Jean Rupp
Pour les articles homonymes, voir Rupp.
 (août 2023).
Jean Rupp est un archevêque catholique français né le 13 octobre 1905 à Saint-Germain-en-Laye et mort le 28 janvier 1983.

## Biographie
Après une longue expérience dans le scoutisme catholique, il entre au séminaire Saint-Sulpice d'Issy-les-Moulineaux en 1928. Il est ordonné prêtre le 31 mars 1934. Durant son service militaire au 19e BCP, il sert sous les ordres du futur général de Gaulle dont il trace des portraits savoureux.
En 1944, alors sous-directeur des Œuvres pour le diocèse de Paris chargé des étudiants, il contribue, aux côtés du cardinal Suhard, à poser les bases de ce qui deviendra le Centre Richelieu.
En 1947, il est le premier chargé de liaison du Saint-Siège avec l’Unesco, il fonde le Centre catholique international de coopération avec l’Unesco (CCIC).
Il est nommé évêque, auxiliaire à l’ordinariat pour les rites orientaux en 1954.
Il est nommé évêque du Monaco le 9 juin 1962,,. C’est à ce titre qu’il participe au concile Vatican II. En 1971, Paul VI le fait nonce apostolique en Irak (en) et au Koweït (en),, où il eut un rôle important auprès des communautés chrétiennes d’Irak.
En 1978, pour la dernière nomination de son pontificat, Paul VI désigne Jean Rupp comme observateur permanent du Saint-Siège aux Nations unies et institutions spécialisées à Genève (Organisation mondiale de la santé (OMS), Bureau international du travail, etc.). Jean Rupp occupe ce poste jusqu'à sa mort en 1983. En 1980, Jean-Paul II nomma Jean Rupp chanoine de la basilique Sainte-Marie-Majeure, où il sera inhumé le 31 janvier 1983.

## Scoutisme
Dans sa jeunesse, Jean Rupp s’est impliqué dans le scoutisme : il fonde une troupe à Bourg-la-Reine en 1926. Puis il devient assistant commissaire de district. Toujours impliqué dans le scoutisme après son entrée dans les ordres, il devient aumônier d’unités de la branche aînée du scoutisme. En 1936, il prêche lors de la messe célébrée en la cathédrale de Paris en mémoire du chanoine Cornette, aumônier général et fondateur des Scouts de France.
Après guerre, il crée un groupe scout à Championnet au sein de la paroisse Sainte-Geneviève des Grandes Carrières (Paris 18e) dont il est l'aumônier jusqu'au début des années 1950, marquant par son charisme toute une génération, il a été aumônier général du jamboree mondial de 1947, le jamboree de la paix. Le père Sevin, le connaissant, et le sachant en bonne position auprès des autorités ecclésiastique lui demande de l’aider à ériger les Dames de la Sainte Croix de Jérusalem en congrégation. D’après Pierre Péroni, malgré la mort du père Sevin en 1951, l’abbé Rupp fit beaucoup auprès des dicastères intéressés pour l’autorisation d’érection de leur Congrégation. C’est lui qui fut appelé pour la bénédiction du monument funéraire sur la tombe du père Sevin à Boran. Il s’occupa ensuite de la branche masculine de cet ordre, se liant d’amitié avec le père Revet, dont les premiers membres se réunirent en chapitres à Lens et devint l’ordre de la Sainte Croix de Riaumont.
En 1971, à la suite des réformes des Scouts de France, il est le seul évêque à soutenir la création des Scouts unitaires de France (SUF).

## Succession apostolique
Jean Rupp a ordonné les évêques suivants :
- Archevêque Ernest-Marie de Jésus-Hostie Charles Albert Nyary (hu), O.C.D. (1972)
- Évêque Victor León Esteban San Miguel y Erce (it), O.C.D. (1976)

## Œuvres
- L’idée de chrétienté, Presses modernes, 1939
- Brésil, espoir chrétien, Spes, 1965
- Explorations œcuméniques, Pastorelly, 1967
- Héros chrétiens de l’est. Hommage au déporté Kolbe, 1972
- Un levier pour l’œcuménisme : Wladimir Solowiew, 1975
- Histoire de l’Église de Paris, 1948, réédition Robert Laffont, 1992